# Dinamo Basket Sassari
El Dinamo Basket Sassari, conegut també per motius de patrocini com Banc di Sardegna Sassari és un club de bàsquet  italià amb seu a la ciutat de Sàsser, a l'illa de Sardenya. Disputa els seus partits en el Palasport Roberta Serradimigni, amb capacitat per a 5.000 espectadors.
La temporada 2014-2015 disputarà l'Eurolliga.

## Història
L'equip va ser fundat l'any 1960 per un grup d'estudiants de la ciutat, encara que no va ser fins al 1963 quan va començar a disputar competicions regionals. El 1966 va arribar per fi a la categoria nacional (Sèrie C) i el 1981 va arribar a la Sèrie B. El 1989 accedeix a la LegADue-Sèrie A2, on roman fins a l'any 2000, quan torna a baixar a la Sèrie B. Després de tres anys en la tercera categoria del bàsquet italià, va tornar a la A2, on juga des de llavors.
Després d'estar molt a prop d'aconseguir l'ascens a la Lega Bàsquet Sèrie A-Sèrie A en la temporada 2008/09 en la qual va caure derrotat en el play-off final davant el Vanoli Soresina per 3-1, la temporada següent va aconseguir obtenir una plaça per poder participar per primera vegada en la seva història en la màxima categoria del bàsquet italià de cara a la temporada 2010/11.
En la temporada 2014-15 es va proclamar campió de la LEGA per primera vegada a la seva història.

## Palmarès
- Campió de la FIBA Europe Cup: 1 vegada (2018-19)
- Campió de la LEGA: 1 vegada (2014-15)

## Jugadors destacats

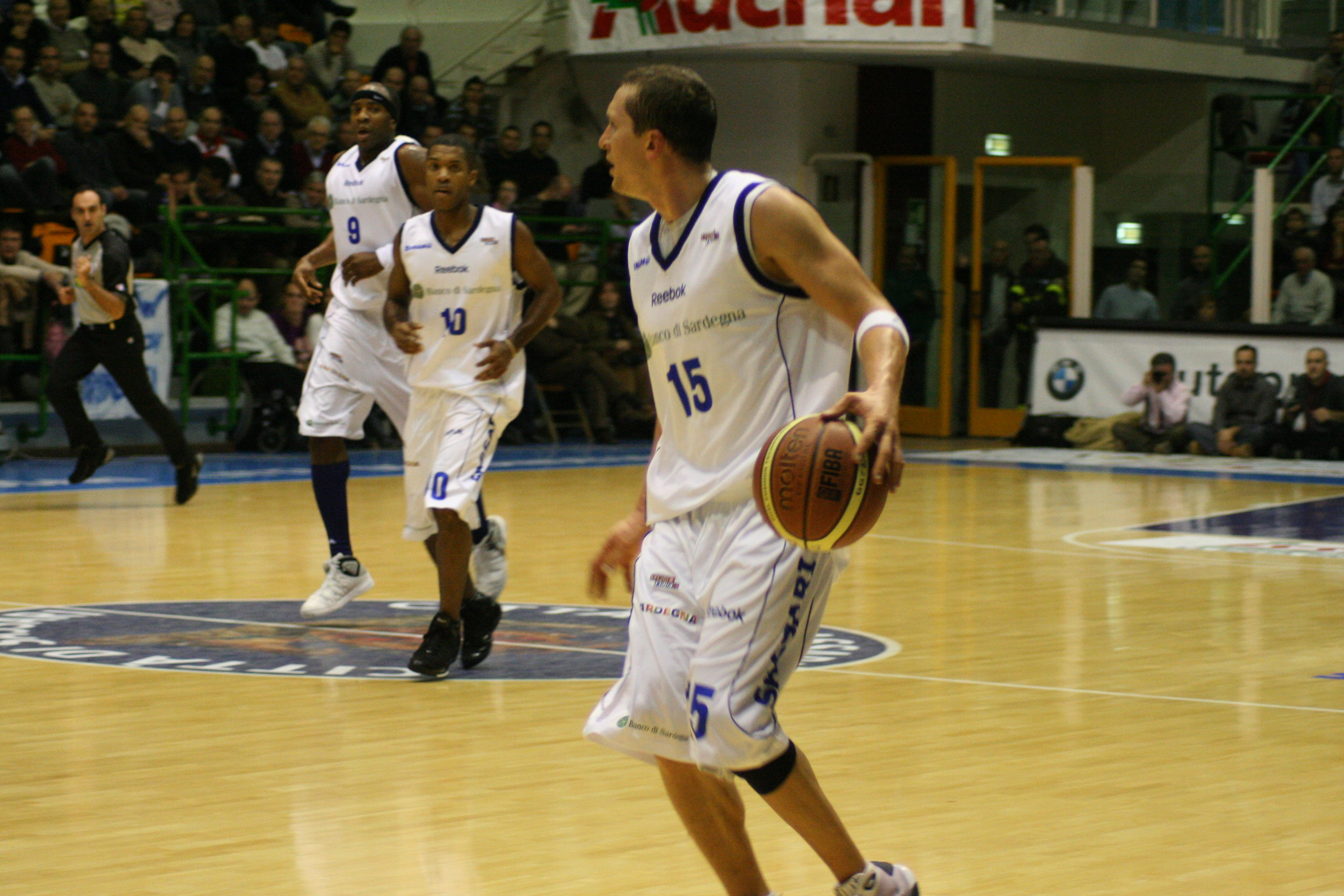
Partit del Sassari en el PalaSerradimigni.

- Floyd Allen 2 temporades: 1989-1991
- Paul Thompson 2 temporades: 1990-1992
- Dallas Comegys 2 temporades: 1990-1992
- Ken Barlow 1 temporada: 1999-2000
- Shane Lawal 1 temporada: 2014-2015[3]